# Xiapu (köpinghuvudort i Kina, Hubei Sheng, lat 29,51, long 114,46)
Xiapu är en köpinghuvudort i Kina. Den ligger i provinsen Hubei, i den centrala delen av landet, omkring 120 kilometer söder om provinshuvudstaden Wuhan. Antalet invånare är 13 131. Befolkningen består av 6 359 kvinnor och 6 772 män. Barn under 15 år utgör 20,0 %, vuxna 15-64 år 70 %, och äldre över 65 år 9,0 %.
Runt Xiapu är det ganska tätbefolkat, med 96 invånare per kvadratkilometer. Närmaste större samhälle är Dalu, 9,9 km norr om Xiapu. I omgivningarna runt Xiapu växer i huvudsak blandskog.
Genomsnittlig årsnederbörd är 2 238 millimeter. Den regnigaste månaden är maj, med i genomsnitt 386 mm nederbörd, och den torraste är januari, med 46 mm nederbörd.